# Puja Gupta

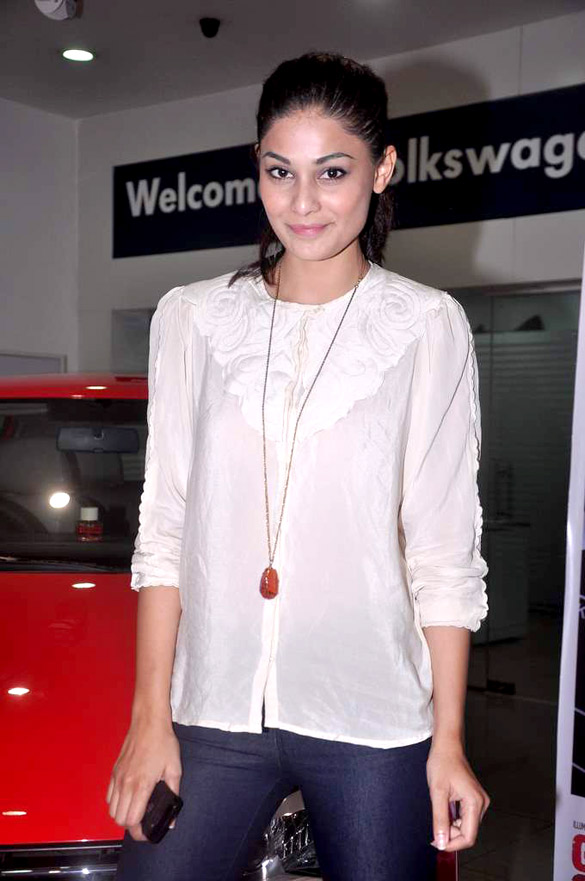
Puja Gupta

Puja Gupta, née en 1984 à New Delhi est une actrice et mannequin indienne. Elle fut la gagnante de l'édition Miss Inde de 2007. Elle participa ensuite à Mexico à l'édition 2007 de Miss Univers.

## Tenue
Vêtue d'une robe couleur bronze de type mongole, avec un perlage conçu par Hemant Travedi, Puja atteint l'une des dix premières places de l'édition en terminant 9e,.
Née à New Delhi en Inde en 1984, Puja Gupta fut découverte après avoir gagné l'édition « Pantaloons Femina Miss India Universe » en 2007, organisée par Pantaloons, une ligne de vêtements, et Femina, magazine pour femmes. Puja Gupta a tenté un début de carrière à Bollywood.
Ses centres d'intérêt[pertinence contestée] sont les voyages, l'écriture, le yoga et l'équitation,.

## Filmographie

### Films
| Année(s) | Film                            | Rôle              |
| -------- | ------------------------------- | ----------------- |
| 2002     | Kehtaa Hai Dil Baar Baar        | Soni              |
| 2005     | Sab Kuch Hai Kuch Bhi Nahin     | Komal N. Malhorta |
| 2008     | Hastey Hastey Follow Your Heart | rôle inconnu      |
| 2011     | F.A.L.T.U                       | Pooja Nigam       |
| 2011     | Chitkabrey                      | Anjali J. Patel   |
| 2012     | OMG: Oh My God!                 | La fille de Hanif |
| 2013     | Go Goa Gone                     | Luna              |
| 2013     | Shortcut Romeo                  | Sherry/Radhika    |
| 2014     | Snafu                           | Aaniya            |